# Fortalesa de Biérastse

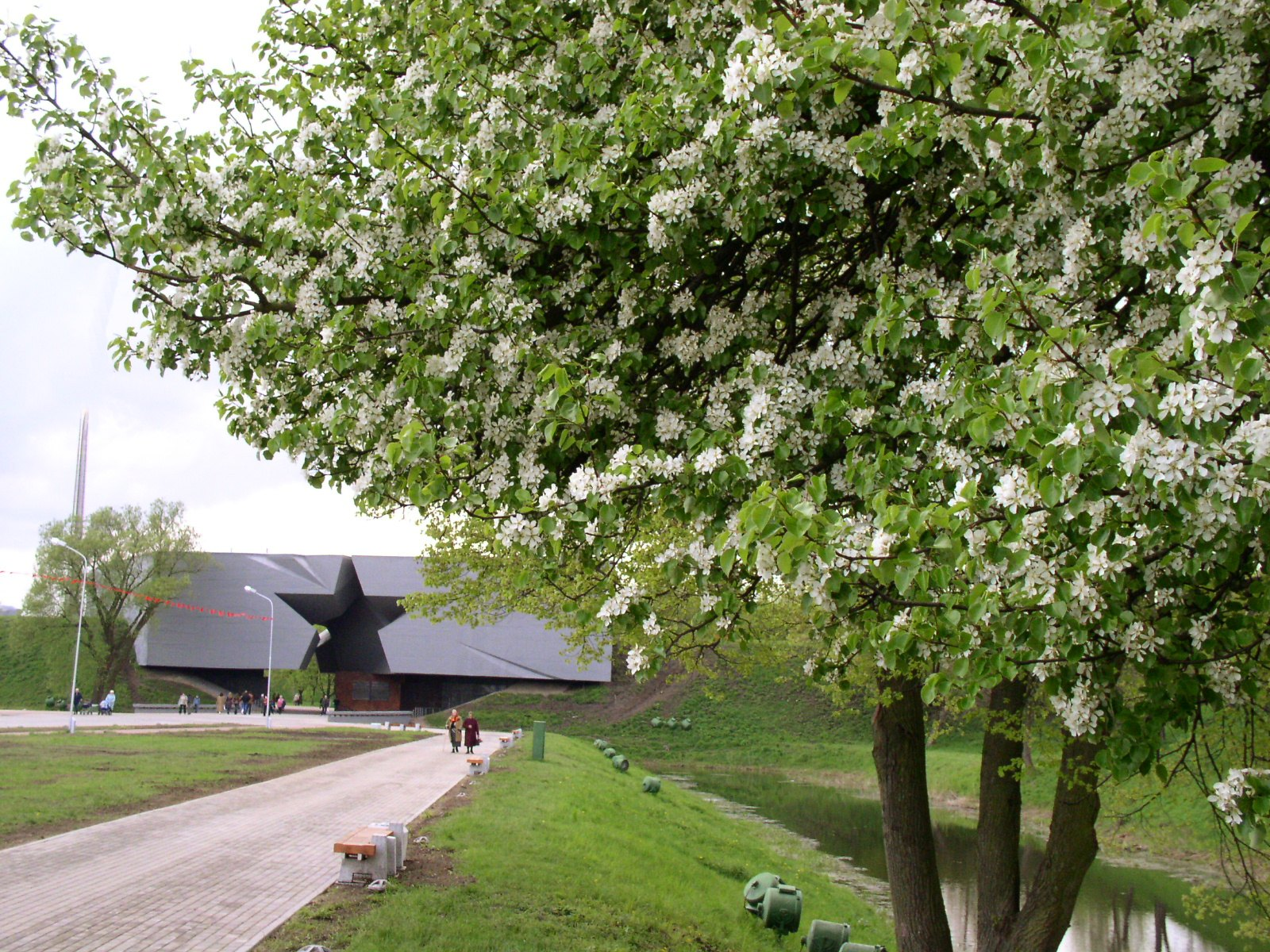
Entrada al Memorial de Guerra

La fortalesa de Biérastse (en belarús:Берасьцейская крэпасьць Biérastsieiskaia krèpasts; en rus:Брестская крепость Brièstskaia krièpastʹ, en polonès:Twierdza brzeska) anteriorment era coneguda com a Fortalesa de Brest-Litovsk el nom polonès de la ciutat era Brześć Litewski. És una fortalesa russa del segle xix situada a Biérastse, Belarús. Té un dels monuments més importants de commemoració soviètica de la resistència a la invasió alemanya durant la Segona Guerra Mundial del 22 de juny de 1941 (Operació Barbarossa). Després de la guerra es va concedir a la ciutat el títol de Fortalesa heroica equivalent al de ciutat heroica que tenen en total 12 ciutats de la Unió Soviètica.

## Història

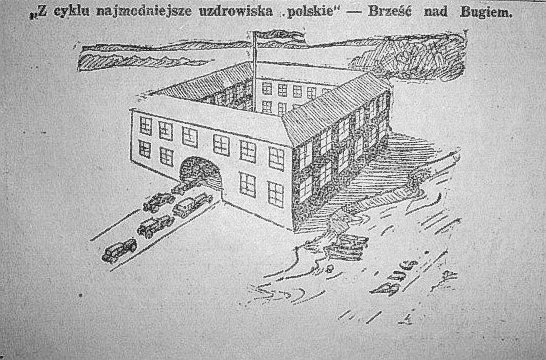
Diari satíric del 5 d'octubre de 1930 fent referència al judici de Brest i l'empresonament de polítics polonesos.

Originàriament aquesta era la fortalesa del segle xix més gran de l'Imperi Rus i ocupava 4 km² i va acabar ocupant-ne 30 km² de circumferència.
El 17 de setembre de 1939 la Unió Soviètica envaí Polònia i ocupà també aquesta fortalesa.
L'estiu de 1941 hi va haver el setge de Brest que els soldats soviètics van defensar contra els alemanys de la Wehrmacht. Aquesta fortalesa va ser un símbol de resistència pels soviètics junt amb Stalingrad i Kursk.